# Jake och piraterna i Landet Ingenstans
Jake och piraterna i Landet Ingenstans (engelska: Jake and the Never Land Pirates) är en tecknad animerad serie som sändes i Disney Junior. Den har nominerats till en Emmy Award.

## Handling
Serien handlar om Jake och hans kompisar Izzy och Dudde – när de ger sig ut på äventyr i Landet Ingenstans. Målet är att överlista de två ökända figurerna Kapten Krok och Smee, som vi känner igen från Peter Pan. Varje avsnitt är fyllt av spännande äventyr, musik och skoj.

## Karaktärer
- Jake – Jake är en liten pirat som har ett skepp Skutan. Han brukar alltid få hjälp av tittarna. Hans uttryck är "Hej hå, stå på!".
- Izzy – Izzy är Jakes syster som har en liten säck av älvstoft. Hon brukar säga "Åhej, ånej!" när piraterna kommer i fara.
- Dudde – Dudde är Jakes lillebror som har en karta vilken väg som piraterna ska gå. Hans uttryck är "Åh, kokosnötter!".
- Gojan – Gojan är Jakes papegoja. Han brukar säga till piraterna när Kapten Krok dyker upp.
- Kapten Krok – Kapten Krok är en piratrövare som alltid ställer till problem. Han är alltid bestämd över Herr Smee. Och ingen älskar den ondskefulle Kapten Krok.
- Herr Smee – Herr Smee är Kapten Kroks andra piratrövare. Men han är så klumpig att han inte kunde följa Kapten Kroks beslut.

### Fotnoter
1. ↑  ”‘Jake and the Never Land Pirates’ Season Three to Debut January 3 on Disney Channel” (på engelska). TVbythenumbers. 6 december 2013. Arkiverad från originalet den 5 mars 2016. https://web.archive.org/web/20160305020414/http://tvbythenumbers.zap2it.com/2013/12/06/jake-and-the-never-land-pirates-season-three-to-debut-january-3-on-disney-channel/220641/. Läst 22 juli 2016.